# Kanton Saint-Père-en-Retz
Kanton Saint-Père-en-Retz (fr. Canton de Saint-Père-en-Retz) je francouzský kanton v departementu Loire-Atlantique v regionu Pays de la Loire. Tvoří ho čtyři obce.

## Obce kantonu
- Chauvé
- Frossay
- Saint-Père-en-Retz
- Saint-Viaud